# 錫代利亞鎮區 (密蘇里州佩蒂斯縣)
錫代利亞鎮區（英語：Sedalia Township）是位於美國密蘇里州佩蒂斯縣的一個行政鎮區。

## 地方資料
錫代利亞鎮區的面積為74.32平方千米，當中陸地面積為73.63平方千米，而水域面積為0.69平方千米。根據2020年美國人口普查的數據，當地共有人口25610人，而人口密度為每平方千米344.59人。